# Ignaz Ablasser
Ignaz Ablasser (Vienna, 9 dicembre 1739 – 8 marzo 1799) è stato un pittore austriaco.

## Biografia
È ricordato per aver realizzato le pale d'altare per le chiese di Altlerchenfeld, nei dintorni di Vienna, e di Paseka, in Moravia.